# Raising the Bar
Raising the Bar is de negende aflevering van het zestiende seizoen van de Amerikaanse televisieserie South Park. De aflevering werd voor het eerst uitgezonden op 3 oktober 2012. De titel is een Engels gezegde dat zoiets betekent als de lat hoger leggen.
De aflevering ontving een Emmy Award in 2013 als Outstanding Animated Program.

## Verhaal
Eric Cartman ziet eindelijk in dat hij overgewicht heeft. Hij neemt een scootmobiel en begint rechtszaken om toegang voor gehandicapten af te dwingen. De bevolking komt in opstand omdat dat veel geld kost. De scootmobielen van mensen met overgewicht worden omver gegooid. De overheid voorziet alle scootmobielen van een mechanisme om zich automatisch terug op te richten.
Het Amerikaanse volk heeft de lat steeds lager gelegd, met smakeloze televisieprogramma's als Here Comes Fatty Doo Doo met Cartman in de hoofdrol. James Cameron, de dapperste pionier voor wie geen budget te groot is, duikt de diepe oceaan in om de lat te vinden en weer op een hoger niveau te brengen. Hij slaagt en het Amerikaanse volk krijgt weer enig niveau.

## Verwijzingen
- James Cameron is een Amerikaans regisseur die met zijn vaartuig Deepsea Challenger daadwerkelijk is afgedaald naar het diepste deel van de oceaan.
- Het lied The Ballad of James Cameron verwijst naar The Ballad of Davy Crockett uit Davy Crockett, een miniserie uit 1954-1955 en de film die daarvan gemonteerd is, Davy Crockett, King of the Wild Frontier uit 1955.
- Cartmans realityserie Here Comes Fatty Doo Doo verwijst naar Here Comes Honey Boo Boo, die als voorbeeld wordt gezien van het dalend niveau van de Amerikaanse samenleving.
- Cartman voert een rechtszaak tegen Best Buy, een Amerikaanse consumentenelektronicaketen.